# Nghị quyết của Quốc hội Châu Âu về vấn đề Việt Nam 12-07-2007
Ngày 12.7.2007 tại Strasbourg, miền Đông Bắc Pháp, khóa họp toàn thể Quốc hội Châu Âu, đã đồng thanh thông qua "Quyết nghị về vấn đề Việt Nam". Bản nghị quyết được thông qua với 68 phiếu thuận, 2 phiếu chống; trong đó nghị viện Âu Châu phản đối tình trạng đàn áp nhân quyền và tôn giáo tại Việt Nam, nghị quyết thúc giục chính phủ Việt Nam thay đổi và tin rằng các cơ chế tại Âu Châu cũng cần phải tạo áp lực đối với Việt Nam.

## Sự hình thành Quyết nghị
Sau ba lần họp kín xem xét nội dung 6 dự án Quyết Nghị do các chính đảng đệ nạp (Đảng Bình dân Âu châu và Dân chủ Âu châu (PPE-DE); Đảng Xã hội Âu châu (PSE); Đảng Tự do, Dân chủ và Cải cách Âu châu (ALDE); Liên đoàn Tả phái Thống nhất (GUE/NGL, trong số đó có Đảng Cộng sản); Đảng Xanh và Liên minh Tự do Âu châu (Green/ALE) và Đảng Liên hiệp Âu châu các Quốc gia (UEN), đã đưa ra một bản Quyết nghị tổng hợp theo thể lệ khẩn cấp.

## Tóm lược nội dung Quyết nghị
Nghị viện châu Âu đã kêu gọi chính quyền Việt Nam hãy chấm dứt mọi hình thức đàn áp nhắm vào những người chỉ thực thi các quyền tự do phát biểu, suy tư và hội họp đúng theo những luật lệ quốc tế về nhân quyền.
| “ | A. Vì rằng, từ tháng 3 năm 2007, hơn 15 nhà bất đồng chính kiến bị kết án tù nặng nề và bị quản chế. B. Vì rằng, cuộc đàn áp này xảy ra sau một năm 2006 cởi mở chính trị, làm phát sinh những đảng phái độc lập và dân chủ, nhiều người Việt Nam (trí thức, luật sư, nhà báo, nghệ sĩ, tu sĩ, công dân) biểu kiến sự quan tâm cho dân chủ nên đã có vô số lời kêu gọi cho dân chủ. D. Vì rằng, sự khoan nhượng của chế độ Việt Nam đối với sự sôi sục của giới đấu tranh vì dân chủ làm dấy lên những niềm hy vọng và giúp cho Cộng hòa Xã hội Chủ nghĩa Việt Nam được vào Tổ chức Thương mại Thế giới, được rút tên khỏi danh sách các quốc gia đàn áp tôn giáo (CPC), và được Hạ viện Hoa Kỳ ban cho quy chế quan hệ thương mại bình thường và vĩnh viễn, để chứng kiến thực trạng của những người Thượng hồi hương từ Campuchia. I. Vì rằng, tất cả những nhà bất đồng chính kiến bị bắt từ tháng 3.2007 căn cứ vào sự vi phạm cơ bản điều luật "an ninh quốc gia", như "tuyên truyền chống phá CHXHCNVN" (điều 88 Bộ luật Hình sự), hay âm mưu "lật đổ chính quyền" (điều 79); rằng những cáo buộc vi phạm "an ninh quốc gia" này đã bị Ủy ban Nhân quyền Liên hợp quốc, báo cáo viên LHQ đặc nhiệm Bất bao dung tôn giáo và "Tổ hành động chống bắt bớ trái phép" của LHQ đánh giá trái và chống với luật pháp quốc tế, và đã yêu sách hủy bỏ hay sửa đổi điều luật "an ninh quốc gia" ấy, cũng như "Chiến lược cải cách tư pháp". K. Vì rằng, Việt Nam tiếp tục tổ chức các phiên tòa nhưng chẳng tôn trọng sự suy đoán vô tội, quyền bào chữa hay tính độc lập của các thẩm phán, như đã cho thấy qua các phiên xử linh mục Nguyễn Văn Lý (30.3.2007), Nguyễn Văn Đài và Lê Thị Công Nhân (11.5.2007), Quốc hội châu Âu 1. biểu tỏ sự lo lắng sâu xa trước đợt sóng đàn áp các nhà bất đồng chính kiến tại Việt Nam; 2. do vậy yêu sách trả tự do tức khắc và vô điều kiện cho mọi cá nhân bị giam giữ vì lý do duy nhất là họ sử dụng ôn hòa và chính đáng các quyền tự do tư tưởng, tự do ngôn luận, tự do báo chí và tự do tôn giáo, trong số này có linh mục Nguyễn Văn Lý (8 năm tù), Nguyễn Phong (6 năm tù), Nguyễn Bình Thành (5 năm tù), các luật sư Nguyễn Văn Đài (5 năm tù) - đều là thành viên của Blog Trang nhà thiên dân chủ và cải cách 8406 - và Lê Thị Công Nhân (4 năm tù), phát ngôn nhân Đảng Thăng tiến, Trần Quốc Hiền (5 năm tù), đại diện Hiệp hội Công Nông Việt Nam, chủ tịch Đảng Dân chủ Nhân dân, Lê Nguyên Sang (5 năm tù), Nguyễn Bắc Truyển (4 năm tù), Huỳnh Nguyên Đạo (3 năm tù), cũng như các tín đồ Phật giáo Hòa Hảo Dương Thị Tròn (6 năm tù), Lê Văn Sóc (6 năm tù), Nguyễn Văn Thủy (5 năm tù), Nguyễn Văn Thọ (4 năm tù), Đức Tăng thống Giáo hội Phật giáo Việt Nam Thống nhất, Thích Huyền Quang, Hòa thượng Thích Quảng Độ và Bùi Thị Kim Thành; 3. yêu cầu chính phủ (Việt Nam) chấm dứt mọi hình thức đàn áp những cá nhân sử dụng các quyền của họ về tự do ngôn luận, tự do tư tưởng và tự do hội họp, chiếu theo các tiêu chuẩn quốc tế về nhân quyền; lập lại lời kêu gọi của Quốc hội châu Âu yêu cầu nhà cầm quyền Việt Nam cấp tốc cải tổ những điều quy định liên quan đến điều luật an ninh quốc gia để hoặc hủy bỏ hoặc tuân thủ theo luật pháp quốc tế; | ” |

## Dư luận
Tin về nghị quyết được thông qua ở trụ sở nghị viện Âu Châu tại Strasbourg bên Pháp đã được loan báo rộng rãi, nhiều đài báo đã đăng tải.